# Melhor jogador de rugby sevens do mundo pela World Rugby
O World Rugby Sevens Player of the Year é um prêmio anual que se repete desde 2004 (o qual era administrado pela IRB até a sua edição de 2013), sendo o mesmo entregue pelo World Rugby ao melhor jogador de rugby sevens durante certo ano.
De 2004 a 2008, o prêmio era chamado de IRB International Sevens Player of the Year. Entre os anos de 2009 e 2013, esta premiação foi conhecida como IRB Sevens Player of the Year. Desde o ano de 2014, com a mudança da International Rugby Board (IRB) para World Rugby, o prêmio em questão recebeu o seu atual nome.

## Premiações
Segue-se, abaixo, a lista com os jogadores já premiados.
| Ano  | Vencedor          | País           | Outros nomeados | Ref    |
| ---- | ----------------- | -------------- | --- | ------ |
| 2004 | Simon Amor        | Inglaterra     | Ben Gollings (ENG), Lucio Lopez Fleming (ARG)                                                                                               | [ 4 ]  |
| 2005 | Orene Ai’i        | Nova Zelândia  | Amasio Valence (NZL), Neumi Nanuku (FIJ) | [ 5 ]  |
| 2006 | Uale Mai          | Samoa          | Stefan Basson (RSA), Mathew Tait (ENG) | [ 6 ]  |
| 2007 | Afeleke Pelenise  | Nova Zelândia  | Mikaele Pesamino (SAM), J Forbes (NZL) | [ 7 ]  |
| 2008 | DJ Forbes         | Nova Zelândia  | Uale Mai (SAM), Fabian Juries (RSA) | [ 8 ]  |
| 2009 | Ollie Phillips    | Inglaterra     | Collins Injera (KEN), Humphrey Kayange (KEN), Renfred Dazel (RSA), Emosi Vucago (FIJ), Mpho Mbiyozo (RSA)                                   | [ 9 ]  |
| 2010 | Mikaele Pesamino  | Samoa          | Lolo Lui (SAM), A. Faosiliva (SAM), Ben Gollings (ENG)                                                                                      | [ 10 ] |
| 2011 | Cecil Afrika      | África do Sul  | Tomasi Cama Jr. (NZL), Tim Mikkelson (NZL)                                                                                                  | [ 11 ] |
| 2012 | Tomasi Cama       | Nova Zelândia  | Frank Halai (NZL), Mathew Turner (ENG) | [ 12 ] |
| 2013 | Tim Mikkelson     | Nova Zelândia  | Afa Aiono (SAM), Willy Ambaka (KEN), Cornal Hendricks (RSA), Gillies Kaka (NZL), Joji Raqamate (FIJ), Frankie Horne (RSA), Dan Norton (ENG) | [ 13 ] |
| 2014 | Samisoni Viriviri | Fiji           | Tim Mikkelson (NZL), Kyle Brown (RSA), Tom Mitchell (ENG)                                                                                   | [ 14 ] |
| 2015 | Werner Kok        | África do Sul  | Seabelo Senatla (RSA), Semi Kunatani (FIJ)                                                                                                  | [ 15 ] |
| 2016 | Seabelo Senatla   | África do Sul  | Osea Kolinisau (FIJ), Virimi Vakatawa (FRA)                                                                                                 | [ 16 ] |
| 2017 | Perry Baker       | Estados Unidos | Rosko Specman (RSA), Jerry Tuwai (FIJ) | [ 17 ] |
| 2018 | Perry Baker       | Estados Unidos | Ben O'Donnell (AUS), Jerry Tuwai (FIJ) | [ 18 ] |
| 2019 | Jerry Tuwai       | Fiji           | Stephen Tomasin (USA), Folau Niua (USA) | [ 19 ] |